# Вулиця Праці (Житомир)
Вулиця Праці — вулиця в Богунському районі міста Житомира.

## Характеристики
Бере початок від вулиці Бялика та завершується на березі річки Крошенки. Г-подібна на плані, прямує з південного заходу на північний схід.
Від вулиці бере початок 1-й провулок Праці, 2-й провулок Праці та Осокоровий проїзд. Перехрестям з вулицею Праці завершується провулок Склянського.

### Транспорт
По вулиці курсує маршрутне таксі № 8.

## Історія
Вулиця виникла і отримала назву на початку 1960-х років. Тоді вулиця почала забудовуватися на вільних від забудови землях (полях), що розкинулися на північ від старих садиб колишнього хутора Видумка. Станом на кінець 1960-х років житлова забудова вулиці здебільшого сформована.
До 1971 р. вулиця перебувала в смт Соколова Гора. З 1971 року — у складі міста Житомира.
До 2022 року мала назву Труда. Рішенням сесії Житомирської міської ради від 15 грудня 2022 року № 665 «Про перейменування топонімічних об'єктів м. Житомира» вулиця отримала теперішню назву — Праці.